# Jan Alfred Szczepański
Pour les articles homonymes, voir Szczepański.
Jan Alfred Szczepański dit Jaszcz (né le 9 novembre 1902 à Cracovie, mort le 20 mars 1991 à Varsovie) est un critique de théâtre et de cinéma polonais qui s'est aussi distingué dans le domaine de l'alpinisme. Il a notamment réalisé la première ascension du Nevado Ojos del Salado (6 891 m), plus haut volcan au monde, avec Justyn Wojsznis.
Fils d'écrivain et critique dramatique Ludwik Szczepański (pl) et frère de l'alpiniste renommé Alfred Szczepański (pl), il est diplômé de la littérature polonaise de l'université Jagellonne. Il pratique l'alpinisme à partir de 1922. 
En tant que critique de théâtre il a collaboré avec le mensuel Teatr (Cracovie) et le quotidien Trybuna Ludu. En 1969, il est membre du Comité des prix du ministère de la Culture et des Arts de Pologne. Auteur de livres sur les compétitions sportives dans le monde antique (Cracovie, 1980).
Mort à Cracovie, il est enterré au cimetière Rakowicki.